# ローゼンメイデンのディスコグラフィ
『ローゼンメイデンのディスコグラフィ』では、 『ローゼンメイデン』の関連CDについて記述する。

## ドラマCD

### 第1期
テレビアニメ『ローゼンメイデン』の初のドラマCDであり、前作のドラマCD『Rozen Maiden -ローゼン メイデン-』とは異なり発売元がフロンティアワークスからではない。
内容は、人形劇『くんくん探偵』の主人公「くんくん」の行方を巡り、真紅たちが捜査をする。また、オープニングテーマ、エンディングテーマとしてテレビアニメ『ローゼンメイデン』で使用されたALI PROJECTの「禁じられた遊び」、kukuiの「透明シェルター」が収録されている。脚本はテレビアニメ本編の脚本を手掛けた玉井☆豪が担当している。
ディスクジャケットには、真紅、雛苺、翠星石、蒼星石、水銀燈が描かれている。キャラクターデザインを手掛けた石井久美による描き下ろしイラストである。
2005年2月21日付のオリコン週間アルバムチャートで176位を獲得。登場回数は1回を記録。
収録内容
1. プロローグ
2. オープニング「禁じられた遊び」
  - 歌：ALI PROJECT、作詞：宝野アリカ、作曲・編曲：片倉三起也

3. 「誘拐」Entfuhrung
4. 「捜査」Ermittlung
5. 「真相」Wahrheit
6. 「覚醒」Erwachen
7. エンディング「透明シェルター」（Monolog）
  - 歌：kukui、作詞・作曲：myu、編曲：refio

8. 「人間」Mensch 〜真紅〜
9. 「夢日記」Traum Tagebuch 〜雛苺〜
10. 「雨」Regen 〜翠星石〜
11. 「観察」Beobachtung 〜蒼星石〜
12. 「舞踏会」Ball 〜水銀燈〜

### 第2期
テレビアニメ『ローゼンメイデン トロイメント』のドラマCD。内容は普段の日常を描いている。また、ボーナストラックとして翠星石、くんくん、薔薇水晶を主役にした番外編ドラマが収録されている。
前作同様、オープニングテーマ、エンディングテーマが収録されており、テレビアニメ『ローゼンメイデン トロイメント』で使用されたALI PROJECTの「聖少女領域」、kukuiの「光の螺旋律」が収録されている。脚本はテレビアニメ本編の脚本を手掛けた玉井☆豪が担当している。
ディスクジャケットには、真紅、雛苺、翠星石、蒼星石、金糸雀、水銀燈が描かれている。キャラクターデザインを手掛けた石井久美による描き下ろしイラストである。
2006年3月6日付のオリコン週間アルバムチャートで92位を獲得。登場回数は2回を記録。
収録内容
1. オープニング「聖少女領域」
  - 歌：ALI PROJECT、作詞：宝野アリカ、作曲・編曲：片倉三起也

2. 「病」前編
3. 「病」後編
4. エンディング「光の螺旋律」
  - 歌：kukui、作詞：霜月はるか、作曲・編曲：myu

5. 翠星石・初めてのお使い
6. くんくん対ラプラスの魔
7. 薔薇水晶・改造計画

クレジット
| 原作         | PEACH-PIT「Rozen Maiden」 （幻冬舎コミックス「月刊コミックバーズ」連載） |
| 脚本         | 玉井☆豪                                                                  |
| 音響監督     | 鶴岡陽太                                                                 |
| 音楽         | 光宗信吉                                                                 |
| 音楽制作     | Mellow Head                                                              |
| 選曲         | 山田稔                                                                   |
| 効果         | 山田稔                                                                   |
| 録音         | 椎原操志                                                                 |
| 録音スタジオ | スタジオごんぐ                                                           |
| 音響制作     | 楽音舎                                                                   |
| 音響制作担当 | 杉山好美                                                                 |

#### クリスマス編
テレビアニメ『ローゼンメイデン トロイメント』のドラマCD。同アニメのシリーズで数えると3作目の作品。内容はクリスマスの出来事が描かれている。また、ボーナストラックとしてキャストコメントが収録されている。
前作同様、オープニングテーマ、エンディングテーマが収録されており、テレビアニメ『ローゼンメイデン トロイメント』で使用されたALI PROJECTの「聖少女領域」、kukuiの「光の螺旋律」が収録されている。脚本はテレビアニメ本編の脚本を手掛けた玉井☆豪が担当している。また、BGMはテレビアニメ本編で使用したBGMを光宗信吉がクリスマスアレンジしたものを本作では使用している。
ディスクジャケットには、真紅、雛苺、翠星石、蒼星石、金糸雀、水銀燈が描かれている。キャラクターデザインを手掛けた石井久美による描き下ろしイラストである。
2007年12月31日付のオリコン週間アルバムチャートでは204位を獲得した。
収録内容
1. オープニング「聖少女領域（TV size）」
  - 歌：ALI PROJECT、作詞：宝野アリカ、作曲・編曲：片倉三起也

2. 「くんくんと赤い濡れた鼻」前編
3. もうすぐクリスマス
4. 担当を決めるですぅ!!
5. 水銀燈とめぐ
6. パーティーの準備I
7. クリスマスかしら!!
8. パーティーの準備II
9. 欲しいもの
10. パーティーの始まり
11. そしてクリスマス
12. エンディング「光の螺旋律（TV size）」
  - 歌：kukui、作詞：霜月はるか、作曲・編曲：myu

13. Thankful Anniversary（ボーナストラック）
  - 歌：kukui、作詞：霜月はるか、作曲・編曲：myu

14. キャストコメント（ボーナストラック）

#### Character Drama
各キャラクターをフィーチャーした作品であり、ドラマとエンディングテーマとして各キャラクターのイメージソングの1コーラスバージョンが収録されている。なお、Vol.7のみVol.1からVol.6までのイメージソングのアレンジバージョンとアレンジバージョンのインストが収録されている。
イメージソングを歌唱したアーティストはテレビアニメで主題歌を唄っているALI PROJECTとkukuiが担当している。なお、収録されているイメージソングのフルバージョンはALI PROJECTの4枚目のベスト・アルバム『薔薇架刑』、kukuiの2枚目のアルバム『Leer Lied』に収録されている。
オリコン週間アルバムチャートでは、113位（Vol.1）、146位（Vol.2）、89位（Vol.3）、155位（Vol.4）、90位（Vol.5）、126位（Vol.6）、140位（Vol.7）を獲得した。登場回数はそれぞれ1回を記録。
Vol.1 水銀燈
1. めぐと水銀橙
2. ドールとミーディアム
3. 私は強い
4. めぐの歌
5. 彼方からの鎮魂歌（Drama Version）
  - 歌：kukui、作詞：霜月はるか、作曲・編曲：myu

Vol.2 金糸雀
1. 恐怖をもたらす者
2. 策士・金糸雀
3. 策士？金糸雀
4. 策士…金糸雀…
5. 戦略的撤退かしら
6. カナとみっちゃん
7. ピチカート日和（Drama Version）
  - 歌：kukui、作詞：霜月はるか、作曲・編曲：myu

Vol.3 翠星石
1. 翠星石とミーディアム
2. 心込めて
3. お菓子
4. 理解しようとする心
5. 伝心
6. みどりのゆび（Drama Version）
  - 歌：kukui、作詞：霜月はるか、作曲・編曲：myu

Vol.4 蒼星石
1. 眠りの中で
2. 双子だから
3. ルールと選択肢
4. 夢に見た理想郷
5. だから今だけは...
6. 眠れる城（Drama Version）
  - 歌：ALI PROJECT、作詞：宝野アリカ、作曲・編曲：片倉三起也

Vol.5 真紅
1. 真紅、いつもの日常
2. 恋人の条件
3. 妄想と現実
4. 淑女への道
5. そのままで
6. 真紅、いつもの日常（II）
7. 名なしの森（Drama Verdion）
  - 歌：ALI PROJECT、作詞：宝野アリカ、作曲・編曲：片倉三起也

Vol.6 雛苺
1. ヘンデルとグレーテル
2. 雛苺の絵本
3. お菓子の家
4. 夢の中へ
5. 雛苺と思い出の魔女
6. 一緒にいること
7. 近くて遠いゆめ（Drama Version）
  - 歌：kukui、作詞：霜月はるか、作曲・編曲：myu

Vol.7 薔薇水晶
1. 夢の記憶
2. アリスゲーム
3. 水晶
4. 待っている
5. 薔薇乙女たち
6. 薔薇水晶
7. 春蚕（Drama Version）
  - 歌：ALI PROJECT、作詞：宝野アリカ、作曲・編曲：片倉三起也

8. I 彼方からのレクイエム BGM Arrange Arrange 1
9. I 彼方からのレクイエム BGM Arrange Arrange 2
10. I 彼方からのレクイエム BGM Arrange Arrange 2 inst ver.
11. I 彼方からのレクイエム BGM Arrange Arrange 3
12. II ピチカート日和 BGM Arrange Arrange 1
13. II ピチカート日和 BGM Arrange Arrange 2
14. III みどりのゆび BGM Arrange Arrange 1
15. III みどりのゆび BGM Arrange Arrange 1-2
16. III みどりのゆび BGM Arrange Arrange 1 inst ver.
17. III みどりのゆび BGM Arrange Arrange 2
18. IV 眠れる城 BGM Arrange Arrange
19. IV 眠れる城 BGM Arrange Arrange 2
20. V 名なしの森 BGM Arrange Arrange 1
21. V 名なしの森 BGM Arrange Arrange 2
22. V 名なしの森 BGM Arrange Arrange 3
23. VI 近くて遠いゆめ BGM Arrange Arrange 1
24. VI 近くて遠いゆめ BGM Arrange Arrange 2
25. VII 春蚕 BGM Arrange Arrange 1
26. VII 春蚕 BGM Arrange Arrange 2

## サウンドトラック

### ローゼンメイデン Original Sound Track
テレビアニメ『ローゼンメイデン』のサウンドトラック。楽曲は光宗信吉が手掛けている。劇中で使用されたBGMとテレビアニメ主題歌のALI PROJECTの「禁じられた遊び」、kukuiの「透明シェルター」のテレビサイズヴァージョンが収録されている。
ディスクジャケットには、真紅、雛苺、翠星石が描かれている。
2005年2月7日付のオリコン週間アルバムチャートでは168位を獲得した。
収録曲
| トラック | 曲名                                         | 作曲       |
| -------- | -------------------------------------------- | ---------- |
| 01       | 禁じられた遊び（TV size）（歌：ALI PROJECT） | 片倉三起也 |
| 02       | Battle of Rose                               | 光宗信吉   |
| 03       | 困った趣味                                   | 光宗信吉   |
| 04       | 暖かな心                                     | 光宗信吉   |
| 05       | Ivy                                          | 光宗信吉   |
| 06       | Reminiscence                                 | 光宗信吉   |
| 07       | 暗闇より来たるもの                           | 光宗信吉   |
| 08       | Noble Dolls                                  | 光宗信吉   |
| 09       | 癇癪                                         | 光宗信吉   |
| 10       | Cute Girl                                    | 光宗信吉   |
| 11       | 激しい思い                                   | 光宗信吉   |
| 12       | 受難の日々                                   | 光宗信吉   |
| 13       | Battle in the House                          | 光宗信吉   |
| 14       | 内省                                         | 光宗信吉   |
| 15       | 淡い想い出                                   | 光宗信吉   |
| 16       | 孤独な心                                     | 光宗信吉   |
| 17       | Abstract                                     | 光宗信吉   |
| 18       | 壊れた世界                                   | 光宗信吉   |
| 19       | Rose Garden                                  | 光宗信吉   |
| 20       | Concerto                                     | 光宗信吉   |
| 21       | Alice Game                                   | 光宗信吉   |
| 22       | 薔薇の誓い                                   | 光宗信吉   |
| 23       | 薔薇の呪縛                                   | 光宗信吉   |
| 24       | 残忍な攻撃                                   | 光宗信吉   |
| 25       | おもちゃの国                                 | 光宗信吉   |
| 26       | 宿敵                                         | 光宗信吉   |
| 27       | Bright Red                                   | 光宗信吉   |
| 28       | Neat Sister                                  | 光宗信吉   |
| 29       | 天真爛漫                                     | 光宗信吉   |
| 30       | 臆病者                                       | 光宗信吉   |
| 31       | 邪悪なたくらみ                               | 光宗信吉   |
| 32       | バリケード戦                                 | 光宗信吉   |
| 33       | かしましい彼女たち                           | 光宗信吉   |
| 34       | 上機嫌                                       | 光宗信吉   |
| 35       | Funny Dolls                                  | 光宗信吉   |
| 36       | Jet Fighters                                 | 光宗信吉   |
| 37       | Garden Party                                 | 光宗信吉   |
| 38       | 美しい泉                                     | 光宗信吉   |
| 39       | 朝の食卓                                     | 光宗信吉   |
| 40       | 探偵くんくん                                 | 光宗信吉   |
| 41       | 氷解                                         | 光宗信吉   |
| 42       | 小高い丘にて                                 | 光宗信吉   |
| 43       | Change                                       | 光宗信吉   |
| 44       | 透明シェルター（TV size）（歌：kukui）       | myu        |

### ローゼンメイデン トロイメント Original Sound Track
テレビアニメ『ローゼンメイデン トロイメント』のサウンドトラック。楽曲は前作同様、光宗信吉が手掛けている。劇中で使用されたBGMとテレビアニメ主題歌のALI PROJECTの「聖少女領域」、kukuiの「光の螺旋律」のテレビサイズヴァージョン、挿入歌として使用された柿崎めぐ（河原木志穂）のキャラクターソング「瞬」が収録されている。
ディスクジャケットには、真紅、水銀燈、薔薇水晶が描かれている。
2006年2月6日付のオリコン週間アルバムチャートで164位を獲得。登場回数は2回であり、前作より増加した。
収録曲
| トラック | 曲名                   | 歌                     | 作詞       | 作曲       | 編曲       |
| -------- | ---------------------- | ---------------------- | ---------- | ---------- | ---------- |
| 01       | 聖少女領域（TV size）  | ALI PROJECT            | 宝野アリカ | 片倉三起也 | 片倉三起也 |
| 02       | 誕生                   |                        |            | 光宗信吉   |            |
| 03       | 宿命                   |                        |            | 光宗信吉   |            |
| 04       | 初夏                   |                        |            | 光宗信吉   |            |
| 05       | Slapstick              |                        |            | 光宗信吉   |            |
| 06       | Funky Dolls            |                        |            | 光宗信吉   |            |
| 07       | 金糸雀                 |                        |            | 光宗信吉   |            |
| 08       | 薔薇水晶               |                        |            | 光宗信吉   |            |
| 09       | 悪夢                   |                        |            | 光宗信吉   |            |
| 10       | 薔薇乙女               |                        |            | 光宗信吉   |            |
| 11       | Battle of Crystal      |                        |            | 光宗信吉   |            |
| 12       | I'm not Junk           |                        |            | 光宗信吉   |            |
| 13       | 水晶のフィールド       |                        |            | 光宗信吉   |            |
| 14       | 瞬（Acoustic Version） |                        |            | 光宗信吉   |            |
| 15       | 瞬                     | 柿崎めぐ（河原木志穂） | 松尾衡     | 光宗信吉   | 栗山善親   |
| 16       | 芽生え                 |                        |            | 光宗信吉   |            |
| 17       | 槐                     |                        |            | 光宗信吉   |            |
| 18       | ラプラス               |                        |            | 光宗信吉   |            |
| 19       | Genius Detective       |                        |            | 光宗信吉   |            |
| 20       | Wrong Way              |                        |            | 光宗信吉   |            |
| 21       | 明日へ                 |                        |            | 光宗信吉   |            |
| 22       | 光の螺旋律（TV size）  | kukui                  | 霜月はるか | myu        | myu        |

### TVAnimation Rozen Maiden Original Soundtrack
テレビアニメ『ローゼンメイデン（2013年版）』のサウンドトラック。楽曲は前作同様、光宗信吉が手掛けている。劇中で使用されたBGMとテレビアニメ主題歌のALI PROJECTの「私の薔薇を喰みなさい」、Annabelの「Alternative」のテレビサイズヴァージョンが収録されている。
収録曲
disc-1
1. 私の薔薇を喰みなさい（TV-size）
2. ラプラスの魔
3. まきますか まきませんか
4. まかなかった世界
5. 大学生の平凡な一日
6. BOOKSタキワ
7. 紅薔薇の乙女
8. 黒薔薇の天使
9. 紅茶の準備
10. ドールたちの戯れ
11. 無限の選択肢
12. 女優志望
13. 本番にむけて
14. 自分の居場所
15. あの頃の思い出
16. 見えない線
17. 切り離されたセカイ
18. 境界線の疎外感
19. 壊れた子
20. 死が二人を別つまで
21. からたちの花
22. しのびよる荊棘
23. アストラルの乙女

disc-2
1. 選択肢を失った世界
2. nのフィールド
3. 裏からのぞく世界
4. まやかしの世界
5. 重なりあう歪み
6. 一触即発
7. 一触即発
8. 決戦開幕
9. 激化する戦い
10. 白薔薇の狂気
11. 共闘
12. かしら？
13. 幻想のためのソナタ 第一楽章
14. 動きだす時計
15. 無限の選択肢
16. 高貴なる薔薇乙女
17. 覚えていてね
18. Alternative（TV-size）
19. BOOKSタキワ 店内放送

## ラジオCD

### 薔薇の香りのGarden Party
インターネットラジオ『ローゼンメイデン・ウェブラジオ 薔薇の香りのGarden Party』のラジオCD。収録されている内容は新規撮り下ろしの音源。ボーナストラックとしてラジオ本放送第1回から第7回までのショートドラマを収録している。ゲストは、松尾衝、野川さくら、桑谷夏子、森永理科。
ディスクジャケットには、真紅、ジュンが描かれている。
収録内容
| トラック | 曲名                                                                          |
| -------- | ----------------------------------------------------------------------------- |
| 01       | ショートドラマ・銀の皿                                                        |
| 02       | ガーデンパーティースタートです                                                |
| 03       | 裏企画室                                                                      |
| 04       | ショートドラマ・プチアリスゲーム                                              |
| 05       | CD版・プチアリスゲーム                                                        |
| 06       | ショートドラマ・ジュンの「もういい加減にしろっ!」                             |
| 07       | CD版・ジュンの「もういい加減にしろっ!」                                       |
| 08       | エンディング                                                                  |
| 09       | おまけ 〜ウェブラジオ版ショートドラマ集〜 私たちのラジオが始まるわ            |
| 10       | おまけ 〜ウェブラジオ版ショートドラマ集〜 いちごの紅茶〜!                     |
| 11       | おまけ 〜ウェブラジオ版ショートドラマ集〜 似たもの同士?                       |
| 12       | おまけ 〜ウェブラジオ版ショートドラマ集〜 おまえの部屋には緑が足りないですっ! |
| 13       | おまけ 〜ウェブラジオ版ショートドラマ集〜 パーソナリティーは翠星石ですっ!     |
| 14       | おまけ 〜ウェブラジオ版ショートドラマ集〜 実はすごいことかもしれない?         |
| 15       | おまけ 〜ウェブラジオ版ショートドラマ集〜 翠星石と蒼星石                      |

### 水銀燈の今宵もアンニュ〜イ
インターネットラジオ『水銀燈の今宵もアンニュ〜イ』のラジオCD。収録されている内容は新規撮り下ろしの音源。ディスクジャケットには水銀燈、柿崎めぐ（Vol.2、3）が描かれている。
ゲストは、Vol.1が柿崎めぐ（河原木志穂）、Vol.2が翠星石（桑谷夏子）、蒼星石（森永理科）、Vol.3が真紅（沢城みゆき）、桜田ジュン（真田アサミ）、くんくん（津久井教生）、雛苺（野川さくら）。声の出演は、Vol.2が真紅（沢城みゆき）、桜田ジュン（真田アサミ）。

#### Vol.1
収録内容
| トラック | 曲名                                        |
| -------- | ------------------------------------------- |
| 01       | さあ、始めるわよ                            |
| 02       | CMタイム1                                   |
| 03       | ふつおたでも読もうかしら...                 |
| 04       | 水銀燈の「ジャンクにしてあげる」            |
| 05       | CMタイム2                                   |
| 06       | 私の黒い天使様                              |
| 07       | 今日の1曲「瞬」、歌：柿崎めぐ（河原木志穂） |
| 08       | CMタイム3                                   |
| 09       | エンディング                                |
| 10       | 放送後記                                    |

#### Vol.2
収録内容
| トラック | 曲名                                                      |
| -------- | --------------------------------------------------------- |
| 01       | また始めるの?                                             |
| 02       | 翠星石から届いた何か                                      |
| 03       | 水銀燈の「ジャンクにしてあげる」                          |
| 04       | 特別緊急企画「ジャンク王決定戦」                          |
| 05       | CMタイム1                                                 |
| 06       | 私の黒い天使様                                            |
| 07       | 今日の1曲「彼方からの鎮魂歌」、歌：kukui                  |
| 08       | CMタイム2                                                 |
| 09       | 祝!アシスタント昇格記念新コーナー「柿崎めぐの幸せ診察室」 |
| 10       | エンディング                                              |
| 11       | 〜放送後記〜                                              |

#### Vol.3
収録内容
| トラック | 曲名                                                                       |
| -------- | -------------------------------------------------------------------------- |
| 01       | 温泉からオープニング                                                       |
| 02       | CMタイム1                                                                  |
| 03       | 「ふつおた」よ                                                             |
| 04       | ラジオに絵の投稿ってどうなのよ                                             |
| 05       | 水銀燈の「ジャンクにしてあげる」                                           |
| 06       | CMタイム2                                                                  |
| 07       | 私の黒い天使様                                                             |
| 08       | 今日の1曲「Thankful Anniversary（Megu Ver.）」、歌：柿崎めぐ（河原木志穂） |
| 09       | 柿崎めぐの幸せ診察室                                                       |
| 10       | エンディング                                                               |
| 11       | 〜放送後記〜                                                               |

#### 新
収録内容
| トラック | 曲名                                                              |
| -------- | ----------------------------------------------------------------- |
| 01       | オープニング                                                      |
| 02       | CMタイム1                                                         |
| 03       | 水銀燈の「そんなの知らないわぁ〜」                                |
| 04       | CMタイム2                                                         |
| 05       | 水銀燈の「ジャンクにしてあげる」                                  |
| 06       | 今日の1曲「からたちの花〜めぐver.〜」、歌：柿崎めぐ（河原木志穂） |
| 07       | 私の黒い天使様                                                    |
| 08       | CMタイム3                                                         |
| 09       | 薔薇乙女力検定                                                    |
| 10       | エンディング                                                      |
| 11       | 〜放送後記〜                                                      |

## その他

### ピアノアレンジアルバム
2009年1月7日に発売された『ローゼンメイデン DVD-BOX』に合わせてリリースされたピアノアレンジアルバムであり、BGM、主題歌のアレンジヴァージョンが収録されている。また、封入特典としてピアノアレンジのスコアが掲載されているブックレットが同梱された。
収録曲
1. 誕生 〜気高きドールズ〜
2. 禁じられた遊び -Piano Sound Album Version-
3. 薔薇乙女
4. 穏やかな日常
5. 小さな乙女
6. かしましい乙女たち
7. 夕景
8. 探偵くんくん
9. 乙女の意志
10. 薔薇乙女の運命
11. アリスゲーム
12. 戦いの果て
13. 透明シェルター -Piano Sound Album Version-

### ストリングスアルバム
劇中で使用されたBGM、主題歌のストリングスアレンジ曲が収録されている。
収録曲
1. 聖少女領域-Strings Sound Album Version-
2. ラプラスの魔
3. 優しきお父様
4. 乙女は天真爛漫
5. 探偵くんくん
6. 芽生え
7. 瞬
8. 薔薇の呪縛
9. ヒトリ
10. 戦いの運命
11. 夢の欠片
12. 希望を抱いて
13. 光の螺旋律-Strings Sound Album Version-